# رونالد فوينتس
رونالد هوغو فوينتس نونييز (إسبانية: Ronald Fuentes؛ مواليد 22 يونيو 1969 في سانتياغو، تشيلي) هو لاعب كرة قدم تشيلي دولي سابق كان يلعب كمدافع. سبق له أن لعب في كأس العالم لكرة القدم مع منتخب بلاده.

## الجوائز والإنجازات

### الإنجازات مع النادي
| النادي أو المنتخب    | البطولة                   | مرات الفوز | الأعوام أو المواسم     |
| -------------------- | ------------------------- | ---------- | ---------------------- |
| كوبريسال             | كأس تشيلي                 | 1          | 1987                   |
| أونيفرسيداد دي تشيلي | الدوري التشيلي لكرة القدم | 4          | 1994، 1995، 1999، 2000 |
| أونيفرسيداد دي تشيلي | كأس تشيلي                 | 2          | 1998، 2000             |

## روابط خارجية
- رونالد فوينتس على موقع الاتحاد الدولي (مؤرشف)  (الإنجليزية)
- رونالد فوينتس على موقع قاعدة بيانات كرة القدم.إي يو (الإنجليزية)
- رونالد فوينتس على موقع ناشيونال فوتبول تيمز (الإنجليزية)
- رونالد فوينتس على موقع Soccerway.com (الإنجليزية)
- رونالد فوينتس على موقع عالم كرة القدم.نت (الإنجليزية)